# N-Нитрозо-N-метилмочевина
N-Нитрозо-N-Метилмочевина — бесцветные кристаллы, растворимые в воде, этаноле и диэтиловом эфире. Используется как канцероген в лабораторной практике при моделировании канцерогенеза на животных.
Ранее использовалась как цитостатическое противоопухолевое химиотерапевтическое лекарственное средство алкилирующего типа действия. Производное нитрозомочевины.

## Фармакологическое действие
N-Нитрозо-N-метилмочевина —  цитостатическое противоопухолевое химиотерапевтическое лекарственное средство алкилирующего типа действия из группы производных нитрозомочевины. N-Нитрозо-N-метилмочевина обладает противоопухолевой активностью в отношении ряда злокачественных опухолей. Как и другие алкилирующие средства, N-Нитрозо-N-метилмочевина может вызывать в дозах, близких к терапевтическим, обратимое угнетение кроветворения — лейкопению (пониженное содержание лейкоцитов в крови) и тромбоцитопению (уменьшение числа тромбоцитов в крови).

## Показания к применению
N-Нитрозо-N-метилмочевину применяют при  лимфогранулематозе,  раке лёгкого, главным образом мелкоклеточном; меланоме; лимфомах.

## Способ применения
Непосредственно перед введением содержимое флакона (100 мг  препарата) растворяют в 5-10 мл стерильной воды для инъекций. Вводят внутривенно по 6-10 мг/кг (300—600 мг) 1 раз в 3 дня. Длительность курса — около 1 месяца (8-10 инъекций). Повторные курсы — с интервалами 3-4 недели.
При комбинированной химиотерапии N-Нитрозо-N-метилмочевину вводят в тех же дозах с интервалами, определяемыми схемой лечения. Курс лечения N-Нитрозо-N-метилмочевиной в комбинации с другими препаратами составляет 2-3 недели, перерыв между курсами — 2-3 недели. Рекомендуется проводить не менее 2 курсов.
При лимфогранулематозе N-Нитрозо-N-метилмочевину применяют вместе с   винкристином или винбластином, прокарбазином, преднизолоном и другими цитостатическими препаратами; при раке лёгкого — в сочетании с циклофосфамидом; при меланоме — в сочетании с дактиномицином и винкристином или с проспидином и винкристином. Возможны также и другие схемы лечения.

## Побочные явления
Непосредственные токсические реакции на введение N-нитрозо-N-метилмочевины у большинства больных: тошнота, рвота, диарея возникают через 20-40 минут после инъекции. Тошнота и рвота могут держаться несколько часов, слабее выражены при предварительном введении нейролептических и противорвотных средств. К концу лечения может усилиться анорексия (отсутствие аппетита). Лечение N-нитрозо-N-метилмочевиной проводится под регулярным контролем гематологических показателей, так как могут возникнуть лейкопения и тромбоцитопения. Угнетение гемопоэза обычно наблюдается к концу курса лечения при суммарных дозах N-нитрозо-N-метилмочевины более 2 г на курс. При значительном угнетении кроветворения (число лейкоцитов менее 3,5 * 10^9 клеток/л, тромбоцитов менее 120 * 10^9 клеток/л) лечение N-нитрозо-N-метилмочевиной необходимо прервать.
При многократном введении N-нитрозо-N-метилмочевины в одну и ту же вену возможна индурация её стенок, могут развиться флебит (воспаление вен), пигментация кожи по ходу вен и их облитерация.
N-нитрозо-N-метилмочевину следует вводить строго внутривенно: при попадании её под кожу возможен некроз. Следует остерегаться попадания раствора N-нитрозо-N-метилмочевины на кожу, так как при этом может возникнуть преходящая пигментация или изъязвление кожи.

## Противопоказания
Назначение N-Нитрозо-N-метилмочевины противопоказано при исходно    выраженной лейкопении (число лейкоцитов менее 3.5 * 10^9 клеток/л), тромбоцитопении (менее 120 * 10^9 клеток/л), при тяжёлых нарушениях функций печени и почек, при выраженной кахексии (крайней степени истощения) и в терминальных стадиях онкологического заболевания.